# Rhinella achalensis
Rhinella achalensis är en groddjursart som först beskrevs av José Miguel Cei 1972.  Rhinella achalensis ingår i släktet Rhinella och familjen paddor. IUCN kategoriserar arten globalt som nära hotad. Inga underarter finns listade i Catalogue of Life.